# Berke-chan
Berke-chan (ur. prawdopodobnie w 1209, zm. 1266) – chan Złotej Ordy w latach 1257–1266, wnuk Czyngis-chana. 

## Życiorys
Rozpoczął islamizację Złotej Ordy, a także sprzymierzył się z mamelukami i walczył przeciwko Ilchanidom w Persji. Zaatakował też Litwę, wkroczył na Bałkany i zagroził Bizancjum. W latach 1259–1260 jego oddziały dokonały najazdu na Polskę, a następnie dotarły aż na Śląsk do okolic Bytomia i  Opola.
Po śmierci Batu-chana (1205–1255) władzę w Złotej Ordzie miał objąć jego syn Sartak, któremu następstwo powierzył wielki chan Mongke. Przebywający wówczas na dworze Mongkego Sartak wyruszył do stolicy państwa – Saraju. Drogi nie ukończył, umierając w podróży z bliżej nieokreślonych przyczyn. Podobny los spotkał niedługo potem kolejnego nominata – Ułakcziego – prawdopodobnie również syna Batu-chana. Ostatecznie, w 1257 roku (chociaż możliwe, że objął władzę nieco wcześniej) na czele państwa stanął Berke, brat Batu-chana.
Berke powrócił do dawniejszej polityki agresji za wszelką cenę, rzucając się do walki z innymi Czyngisydami (potomkami Czyngis-chana). Jego niedługie panowanie pełne było najróżnorodniejszych wydarzeń wewnętrznych i zewnętrznych. W 1257 roku nakazał Berke spis ludności na Rusi. W 1259 roku najechał na Polskę, niszcząc przede wszystkim Lubelszczyznę. Doszczętnie spalony został Lublin, zdobyto i zrujnowano Kraków, Sandomierz, Jędrzejów i Miechów; oddziały Berkego spaliły również wiele klasztorów, m.in. opactwa cysterskie w Wąchocku i Sulejowie.
W 1260 roku, w walce o tron wielkich chanów między Kubilajem i Arykiem Böge Berke stanął po stronie tego drugiego, nie udzielając mu jednak konkretnego poparcia.
Berke urządził też dwie wyprawy przeciw Bizancjum, co pozostawało w związku z polityką Złotej Ordy wobec utworzonego wtedy w Persji państwa Ilchanidów. Między Berkem i nowym władcą państwa Ilchanidów, Hulagu-chanem, panowała wrogość, której dwiema najważniejszymi przyczynami były – rywalizacja o Transkaukazję (Berke chciał rozciągnąć władzę przede wszystkim na Azerbejdżan, który politycznie wchodził w skład państwa Hulagu) i różnice religijne; Berke, w przeciwieństwie do Hulagu, był zwolennikiem islamu (Złota Orda stała się pierwszym państwem mongolskim, w którym – właśnie za panowania Berkego – islam zaczął czynić szybkie postępy). Konflikt zbrojny datuje się od początku lat 60. (ok. 1261–1262). Stoczono wiele starć z różnymi rezultatami, jednak bez większych zmian terytorialnych. Sprzymierzeńcem Berkego byli egipscy mamelucy, natomiast Bizantyjczykom zależało na dobrych stosunkach z Ilchanidami i dlatego właśnie wyprawiały się przeciw Bizancjum wojska Złotej Ordy.
Berke przyczynił się do rozwoju handlu i rzemiosła, poświęcając przy tym dużo czasu budownictwu. Właśnie za jego rządów zaczęła się rozrastać stolica Saraj, on sam też założył nowe miasto, Saraj-Berke, na północ od dotychczasowej stolicy.
Chan Złotej Ordy zmarł w 1266 roku w trakcie wyprawy na Kaukaz przeciwko Hulagidom, a władzę po jego śmierci objął Möngke Temür.